# Lucia Di Cosmo
Lucia Di Cosmo (Roma, 25 aprile 1960 – Roma, 16 ottobre 2006) è stata una regista teatrale e televisiva, ma anche un'insegnante e un'operatrice sociale e culturale italiana.
Ha dedicato la sua vita all'arte e allo spettacolo, considerandoli sempre strumenti di emancipazione e sviluppo, oltre che come forme espressive.
La sua attività si è svolta prevalentemente a Roma - sua città natale - e in Basilicata (in particolar modo a Melfi), regione nella quale ha investito gran parte delle sue energie, convinta nella necessità di decentrare la cultura. 
È scomparsa all'età di 46 anni, stroncata da una meningite fulminante.

## Attività artistica
Diplomata come scenografa-costumista all'Accademia delle Belle Arti di Roma, ha seguito seminari di regia con Lucia Poli e corsi di doppiaggio con Maresa Gallo. 
Come costumista scenografa ha lavorato in diverse produzioni teatrali, sotto la regia di Lucia Poli, Ugo Margio e Walter Manfrè e, come regista assistente, con Lucia Poli, Walter Manfrè, Mario Lanfranchi. 
Nel 1984 ha esordito alla regia con lo spettacolo U.S.A...ndo Corso, Koch, Dorn, in collaborazione con il Centro provinciale Unicef dell'Aquila. 
I suoi spettacoli sono stati prodotti dalla compagnia Le parole le cose di Lucia Poli, dal Teatro Majakovskij di Roma, dal Teatro Agorà di Roma, dalla compagnia Renata Zamengo, da Veneto Teatro, dalla Compagnia Shakespeare and Company e dal Teatro Comunale di Rimini. 
Ha insegnato storia dell'arte, del teatro e dello spettacolo, nelle scuole. Dal 1991 al 1993 ha curato la realizzazione di diversi programmi televisivi. 
Nel 1993 si è trasferita da Roma a Melfi (Pz) dove ha costituito l'Associazione Culturale L'Albero di Minerva di cui è stata direttore artistico. 
Ha partecipato, inoltre, a diversi progetti rivolti alla prevenzione della tossicodipendenza e del disagio giovanile. 
La sua prima esperienza cinematografica l'ha avuta nel 2003, collaborando ala realizzazione del film Io non ho paura, diretto da Gabriele Salvatores. In quell'occasione si è occupata del casting e ha curato la preparazione degli attori-bambini impegnati nel film.